# HCard
hCard (zkratka pro HTML vCard) je mikroformát sloužící k sémantickému zápisu vizitek ve formátu vCard do webových stránek pomocí HTML nebo XHTML.
Umožňuje webovým prohlížečům, vyhledávačům a dalším programům snadno extrahovat informace z webových stránek a pracovat s nimi (např. exportovat osobní vizitky z webových stránek do adresáře kontaktů uživatele).

## Ukázka použití
```

 <div class="vcard">
     <a class="fn org url" href="http://microformats.cz/">Mikroformátovna</a>
     <div class="tel">777-555-444</div>
     <div class="email">info@example.cz</div>
 </div>

```